# Predigerstuhl
Der Predigerstuhl (auch Predigtstuhl genannt) ist ein Felsen im Wienerwald bei Gießhübl. Er liegt auf einem kleinen Geländerücken und ragt nur wenige Meter über diesen Rücken empor. Sein höchster Punkt am oberen Ende der „Lehne“ des Stuhls, liegt bei 535 m ü. A. (in alten Landkarten 522 m ü. A.). Der Name bezieht sich auf die Form des Felsgipfels, die einem großen Stuhl ähnelt. Am höchsten Punkt ist ein eisernes Kreuz angebracht, in dessen Zentrum sich eine Rose befindet.
Als Predigerstuhl wird in Landkarten oder Geoinformationssystemen auch die westliche Umgebung (mit der Predigerstuhlwiese) bezeichnet. Auch ein kleiner Rastplatz an der Wegkreuzung nördlich wird als „Rastplatz Predigerstuhl“ bezeichnet.
Der Name bezieht sich auf die Sitzgelegenheit des Predigers (lateinisch praedicare „öffentlich aussagen“), üblicherweise als Redner zu einem bestimmten Thema (Inhalt der „Predigt“) im Rahmen einer religiösen Feier.

## Geologie
Der Felsen besteht aus Dolomit-Brekzie aus der untersten Gosau-Gruppe und ist Teil der Lunzer Decke. Eine Herkunft aus dem Turonium wird zur Diskussion gestellt.

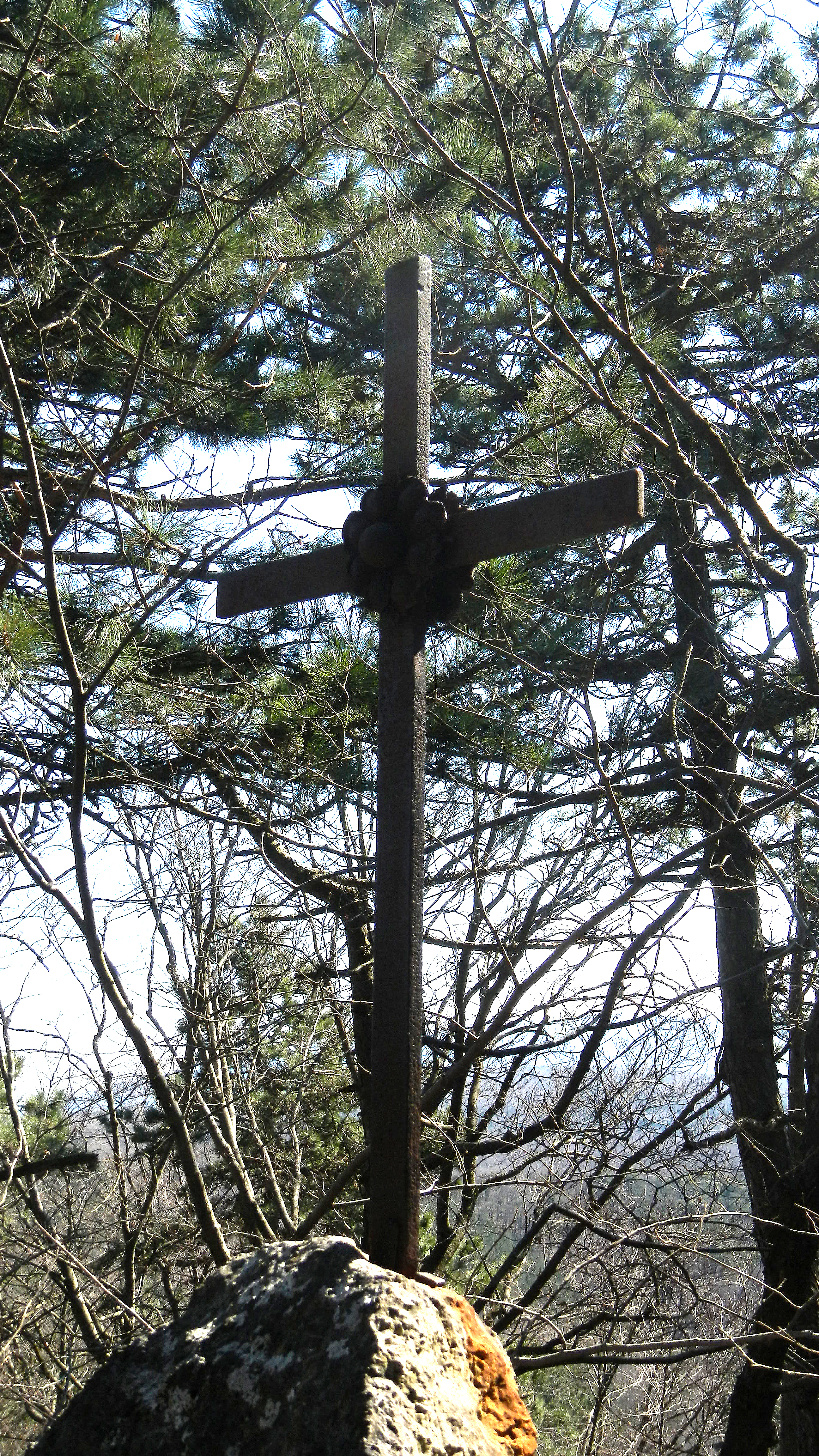
Kreuz auf dem Predigerstuhl

## Lage
Der Predigerstuhl liegt im südlichen Teil der Gemeinde Kaltenleutgeben und ist von Wald umgeben (keine Aussicht). Von der Höhenstraße, die als breiter Wanderweg genützt wird, führt ein schmaler Steig in ca. einer Gehminute zum Felsen. Der Predigerstuhl wird nur wenig besucht, der Steig begann ab 2000 mit Buschwerk zu verwachsen und wurde nur hin und wieder auf private Initiative etwas freigelegt.
Westlich vom Predigerstuhl liegt ein kleines Tal, in dem sich das „Rote Bründl“, befindet, eine kleine Waldquelle.
Das Gebiet des Predigerstuhls liegt im Naturpark Föhrenberge. Eigentümerin der Grundstücke des Predigerstuhls und seiner Umgebung ist die Republik Österreich über deren 100-%-Tochter-Aktiengesellschaft, die Österreichischen Bundesforste.

## Geschichte
Jenseits des Tals mit dem Roten Bründl befindet sich die nach dem Felsen benannte Predigerstuhlwiese. Dort fand am 15. Juli 1934 eine Veranstaltung von Mitgliedern der damals bereits verbotenen Sozialdemokratischen Arbeiterpartei statt. Das Zusammentreffen wurde von damaligen Ordnungskräften aufgelöst. Dabei wurden die Fahnenträger Johann (Hans) Fröhlich und Richard Lehmann, beide aus Liesing bei Wien, erschossen. Ein Gedenkstein am Beginn des Weges zum Predigerstuhl erinnert daran.

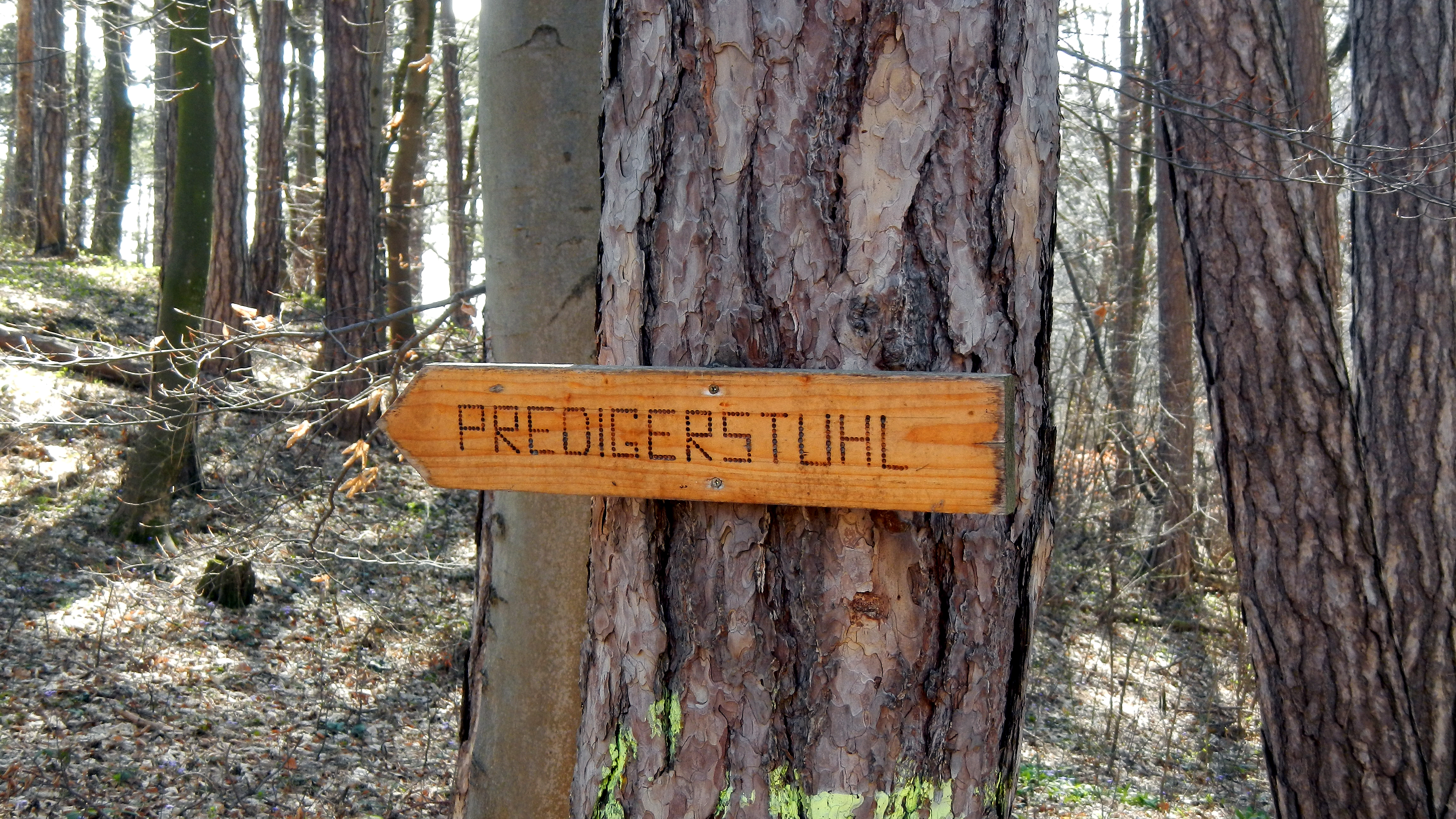
Wegweiser zum Predigerstuhl

## Aufstieg
Der kürzeste Weg führt von Gießhübl über die Höhenstraße mit ca. einer halben Stunde Fußweg.

## Weblinks

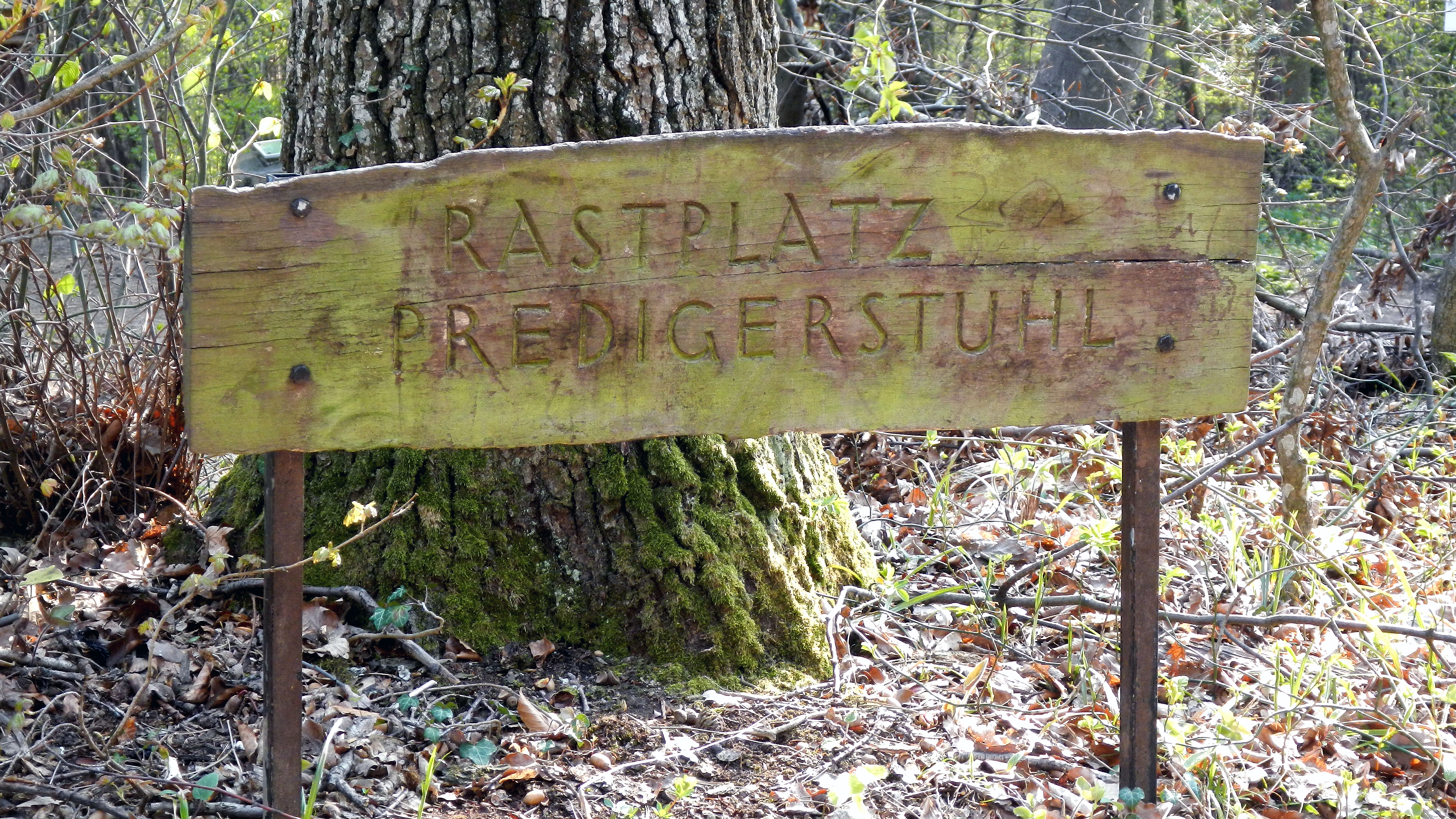
Schild beim Rastplatz Predigerstuhl an der Einmündung der Liechtensteinstraße aus Perchtoldsdorf in die Höhenstraße aus Gießhübl (und weiter Richtung Sulz im Wienerwald)